# Катастрофа L-188 под Куско
Катастрофа L-188 под Куско  — крупная авиационная катастрофа пассажирского самолёта Lockheed L-188 Electra, произошедшая в воскресенье 9 августа 1970 года. Самолёт авиакомпании Líneas Aéreas Nacionales Sociedad Anónima (LANSA) выполнял рейс 502 и разбился вскоре после взлёта из аэропорта Quispiquilla близ Куско, Перу после полной потери мощности одного из двигателей. Четырехмоторный турбовинтовой самолёт с бортовым номером OB-R-939 выполнял перелёт из Куско в Лиму, на борту находились 8 членов экипажа и 92 пассажира. Все, кроме одного, погибли от травм, полученных при крушении и в последовавшем затем пожаре. Также погибли два человека на земле. На тот момент это была крупнейшая авиакатастрофа в Перу (на сегодняшний день — вторая, после катастрофы под Арекипой).

## Предыстория
Более половины пассажиров были из одной группы по программе студенческого обмена, состоящей из 49 американских старшеклассников, а также их учителей, членов семей и гидов, которые возвращались из поездки в соседний город Мачу-Пикчу в принимавшие их семьи в области Лимы. Группу сопровождала дочь мэра Лимы.
9 августа 1970 года было воскресенье, и вылет рейса 502 был первоначально запланирован на 8:30 утра, но так как многие из членов американской группы хотели посетить близлежащий ремесленный рынок Писак перед отъездом в Лиму, авиакомпания перенесла время вылета на 14:45.
Аэропорт Quispiquilla, ныне международный аэропорт Алехандро Веласко Астете, находится примерно в 3 милях (4,8 км) на юго-восток от города Куско, в небольшой долине высоко в Андах, на высоте 3310 м над уровнем моря. Гористая местность окружает со всех сторон единственную ВПП аэропорта, идущую с востока на запад. Поскольку это был август, в Перу была зима, как и в остальной части Южного полушария.
Примерно в 14:55 самолёт начал взлёт на запад. В какой-то момент во время разбега или при начальном наборе высоты, двигатель № 3 отказал и загорелся. Экипаж продолжил взлёт и набор высоты, согласно стандартной процедуры, на оставшихся трёх двигателях. Пилот сообщил по рации в диспетчерскую башню о чрезвычайной ситуации, и диспетчерская башня подготовила рейс для немедленной посадки. Двигатель № 3 был охвачен огнём, экипаж убрал закрылки и выполнял левый поворот обратно на взлётную полосу. Самолёт вошёл в крен 30-45°, затем стремительно потерял высоту и разбился в холмистой местности примерно в 1,5 милях (2,4 км) на юго-запад от взлётно-посадочной полосы, над деревней Сан-Херонимо. Все находившиеся на борту погибли, кроме второго пилота, который был найден среди обломков кабины самолёта сильно обгоревший, но живой. Два сельскохозяйственных рабочих были убиты на земле.

## Расследование
Перуанское правительство провело расследование аварии, и в своем окончательном докладе был сделан вывод, что вероятной причиной аварии послужило ненадлежащее исполнение лётным экипажем процедуры вывода отказавшего двигателя, с предрасполагающими факторами неправильной загрузки воздушного судна и ненадлежащими процедурами обслуживания персоналом компании. Существуют также свидетельства о подлоге и фальсификации критических записей об обслуживании персоналом LANSA во время следственного процесса. Перуанское правительство впоследствии оштрафовало LANSA и некоторых её сотрудников, и приостановило действие лицензии авиакомпании на 90 дней.

## После
Примерно через год после аварии на месте крушения был возведен мемориал в память жертв рейса LANSA 502 — большой белый крест с именами погибших.